# Canton de Bohain-en-Vermandois
Le canton de Bohain-en-Vermandois est une circonscription électorale française située dans le département de l'Aisne et la région Hauts-de-France.
À la suite du redécoupage cantonal de 2014, les limites territoriales du canton sont remaniées. Le nombre de communes du canton passe de 13 à 31.

## Géographie
Ce canton est organisé autour de Bohain-en-Vermandois dans l'arrondissement de Saint-Quentin. Son altitude varie de 85 m (Croix-Fonsomme) à 166 m (Becquigny) pour une altitude moyenne de 134 m.

## Histoire

### Révolution française

Carte du canton de Bohain-en-Vermandois en 1790.

Le canton est créé le 18 février 1790 sous la Révolution française sous le nom de canton de Bohain,. 
Le canton a compté dix communes avec Bohain pour chef-lieu au moment de sa création : Becquigny, Bohain, Brancourt, Escaufourt, Fresnoy-le-Grand, Montbrehain, Prémont, Ramicourt, Seboncourt et Serain. Il est une subdivision du district de Saint-Quentin qui disparait le 5 Fructidor An III (22 août 1795). Le canton ne subit aucune modification dans sa composition communale pendant cette période.
Lors de la création des arrondissements par la loi du 28 pluviôse an VIII (17 février 1800), le canton de Bohain est rattaché à l'arrondissement de Saint-Quentin.

### 1801-2015
L'arrêté du 3 vendémiaire an X (25 septembre 1801) entraine un redécoupage du canton de Bohain qui est conservé. Quatre communes du canton de Fonsommes (Croix-Fonsommes, Étaves-et-Bocquiaux, Fontaine-Uterte et Montigny-en-Arrouaise) intègrent le canton. Il comprend 14 communes avec cette recomposition.
En 1801, la commune de Montigny-en-Arrouaise est renommée Montigny-Carotte, mais elle reprend son nom d'origine, Montigny-en-Arrouaise en 1902. En 1906, la commune Brancourt change de nom pour Brancourt-le-Grand. 
En 1956, la commune de Bohain, chef-lieu du canton, est renommée Bohain-en-Vermandois. Le canton prend également le nom de canton de Bohain-en-Vermandois avec ce changement de dénomination. 
Le 1er septembre 1973, la commune d'Escaufourt, enclave du département de l'Aisne dans celui du Nord, est absorbée par la commune nordiste de Saint-Souplet, sous le statut de commune associée par décret du 28 août 1973. Escaufourt quitte le département. Le canton comprend 13 communes à la suite de cette fusion jusqu'en mars 2015 et portait le code canton 0203.

### Après le redécoupage de 2015
Un nouveau découpage territorial de l'Aisne entre en vigueur en mars 2015, défini par le décret du 21 février 2014, en application des lois du 17 mai 2013 (loi organique 2013-402 et loi 2013-403),. Les conseillers départementaux sont, à compter de ces élections, élus au scrutin majoritaire binominal mixte. Les électeurs de chaque canton élisent au Conseil départemental, nouvelle appellation du Conseil général, deux membres de sexe différent, qui se présentent en binôme de candidats. Les conseillers départementaux sont élus pour 6 ans au scrutin binominal majoritaire à deux tours, l'accès au second tour nécessitant 12,5 % des inscrits au 1er tour. En outre la totalité des conseillers départementaux est renouvelée. Ce nouveau mode de scrutin nécessite un redécoupage des cantons dont le nombre est divisé par deux avec arrondi à l'unité impaire supérieure. Dans l'Aisne, le nombre de cantons passe ainsi de 42 à 21. Le canton de Bohain-en-Vermandois fait partie des 13 cantons du département, ayant des limites territoriales différentes, les huit autres sont des nouveaux cantons. 
Avec ce redécoupage, les communes du canton du Catelet sont regroupées avec celui de Bohain-en-Vermandois avec fixation du bureau centralisateur à Bohain-en-Vermandois. Avec des limites territoriales différentes, le canton compte 31 communes avec un nouveau code canton 02 01.

## Représentation

### Conseillers généraux de 1833 à 2015
| Période         | Période      | Identité                                  | Étiquette                    | Qualité |
| --------------- | ------------ | ----------------------------------------- | ---------------------------- | --- |
| 1833            | 1847 (décès) | Jean Louis Nicolas Duplaquet (1791-1847)  |                              | Avocat et avoué à Saint-Quentin, suppléant du juge de paix                                                            |
| 22 août 1847    | 1848         | Jules Leproux                             |                              | Avocat à Saint-Quentin, député (1848-1849)                                                                            |
| 1848            | 1852         | Jean-Charles Edouard Chenest (1818-1891)  |                              | Fabricant à Bohain, à Paris et à Guise                                                                                |
| 1852            | 1871         | Charles Picard                            |                              | Négociant Président de la Chambre de commerce de Saint-Quentin Maire de Saint-Quentin (1861-1863)                     |
| 1871            | 1874         | Marie Damas Louis Toffin (1811-1876)      |                              | Notaire, suppléant du juge de paix, maire de Bohain                                                                   |
| 1874            | 1880         | François-Louis Lemaire-Delaby (1823-1908) | Républicain                  | Notaire, maire de Bohain                                                                                              |
| 1880            | 1885 (décès) | Elisée Alavoine                           | Républicain                  | Adjoint au maire de Bohain                                                                                            |
| 1886            | 1898 (décès) | Jacques Sauret-Robert                     | Républicain                  | Fonctionnaire dans l’administration des Domaines puis Censeur du Crédit foncier de France                             |
| 1898            | 1904         | Henri Garnier                             | Rad.                         | Négociant, conseiller municipal puis maire de Bohain                                                                  |
| 1904            | 1910         | Pierre Louis Augustin Testart             | Républicain                  | Maire de Croix-Fonsomme                                                                                               |
| 1910            | 1919         | Maurice Vasseur                           | Socialiste                   | Commissaire-priseur à Vannes (Morbihan) Publiciste, Essigny-le-Petit                                                  |
| 1919            | 1922 (décès) | Olivier Deguise                           | SFIO                         | Rédacteur du Réveil du Nord Député (1914-1922)                                                                        |
| 1922            | 1934         | Paul Challe                               | Soc.ind. puis PRS            | Maire de Bohain-en-Vermandois (1919-1939)                                                                             |
| 1934            | 1940         | André Herbet (1893-1969)                  | URD                          | Entrepreneur à Bohain                                                                                                 |
|                 |              |                                           |                              | |
| 1943            | 1945         | Michel Lotteau (1890-1969)                |                              | Président de la Caisse d'Épargne Maire de Bohain Nommé conseiller départemental en 1943                               |
|                 |              |                                           |                              | |
| 1945            | 1955         | Paul Lépine                               | SFIO                         | Directeur d'école Maire de Bohain-en-Vermandois (1944-1945)                                                           |
| 1955            | 1967 (décès) | Lionel Duplaquet                          | Soc.ind. puis CD             | Cultivateur à Beautroux Maire d'Etaves-et-Bocquiaux                                                                   |
| 18 février 1968 | 1979         | Marcel Lesur (1899-1981)                  | Gaulliste de gauche puis RPR | Officier Maire de Fresnoy-le-Grand (1965-1982)                                                                        |
| 1979            | 1998         | Yvan Rojo                                 | PCF puis IDG                 | Ajusteur Député suppléant de Daniel Le Meur Maire de Bohain-en-Vermandois (1977-1989 et 1995-1996)                    |
| 1998            | 2015         | Michel Collet                             | PS                           | Professeur - Maire de Prémont depuis 1995 Vice-président du Conseil général Député suppléant de Jean-Pierre Balligand |

www2.culture.gouv.fr/LH/LH197/PG/FRDAFAN84_O19800035v0827892.htm

### Conseillers d'arrondissement (de 1833 à 1940)
Le canton de Bohain avait deux conseillers d'arrondissement.
| Période                                  | Période | Identité                            | Étiquette | Qualité |
| ---------------------------------------- | ------- | ----------------------------------- | --------- | --- |
| 1833                                     | 1848    | Pierre François Louis Barnabé Allin |           | Juge de paix à Bohain                                                                                       |
| 1833                                     | 1836    | Alexandre Bobeuf                    |           | Propriétaire, maire de Prémont                                                                              |
| 1836                                     | 1848    | M. Testart                          |           | Conseiller municipal de Croix-Fonsomme                                                                      |
|                                          |         |                                     |           | |
| av.1876                                  |         | André Herbert                       |           | Propriétaire à Fresnoy-le-Grand                                                                             |
| av.1876                                  |         | M. Le Maire fils                    |           | Maire de Bohain                                                                                             |
|                                          |         |                                     |           | |
| 1880                                     |         | Ernest Allart                       |           | |
|                                          |         |                                     |           | |
| 1907                                     | 1913    | Paul Lotteau (1864-1933)            |           | Cultivateur, brasseur, maire de Bohain, Président du Conseil d'arrondissement                               |
|                                          | 1913    | M. Demarolle                        | Radical   | Propriétaire, maire de Brancourt-le-Grand                                                                   |
| 1913                                     | 1925    | Louis Alavoine (1880-1963),         | SFIO      | Rentier à Bohain-en-Vermandois, ancien lieutenant de chasseurs                                              |
| 1913                                     | 1925    | Charles Frédéric Péchin (1874-1946) | SFIO      | Médecin à Fresnoy-le-Grand                                                                                  |
| 1925                                     | 1937    | Constant Collard                    | Radical   | Propriétaire à Bohain                                                                                       |
| 1925                                     | 1937    | M. Bonneville                       | Radical   | Propriétaire à Fresnoy-le-Grand                                                                             |
| 1937                                     | 1940    | Albert Andrieux                     | PC-SFIC   | Tisseur à Seboncourt                                                                                        |
| 1937                                     | 1940    | Virgile Misery (1883-1944)          | PC-SFIC   | Employé des chemins de fer, Bohain-en-Vermandois Mort pour la France le 2 avril 1944                        |
| 1940                                     |         |                                     |           | Les conseils d'arrondissement ont été suspendus par la loi du 12 octobre 1940 et n'ont jamais été réactivés |
| Les données manquantes sont à compléter. |         |                                     |           | |

### Conseillers départementaux à partir de 2015
| Période élective | Période élective | Mandat | Mandat   | Identité           | Nuance | Nuance | Qualité                                                                                              |
| ---------------- | ---------------- | ------ | -------- | ------------------ | ------ | ------ | --- |
| 2015             | 2021             | 2015   | 2021     | Michel Collet      |        | PS     | Maire de Prémont                                                                                     |
| 2015             | 2021             | 2015   | 2021     | Monique Sébastijan |        | PCF    | Retraitée - Adjointe au maire de Lehaucourt                                                          |
| 2021             | 2028             | 2021   | en cours | Delphine Molet     |        | DVG    | Cultivatrice Conseillère municipale d'Estrées                                                        |
| 2021             | 2028             | 2021   | en cours | Yann Rojo          |        | PCF    | Infirmier coordinateur à l’hôpital du Nouvion-en-Thiérache Maire de Bohain-en-Vermandois depuis 2017 |

#### Élections de mars 2015
À l'issue du 1er tour des élections départementales de 2015, deux binômes sont en ballottage : Hélène Grandsire et Éric Gregoire (FN, 42,52 %) et Michel Collet et Monique Sébastijan (Union de la Gauche, 38,6 %). Le taux de participation est de 55,13 % (8 500 votants sur 15 417 inscrits) contre 53,32 % au niveau départemental et 50,17 % au niveau national.
Au second tour, Michel Collet et Monique Sébastijan (Union de la Gauche) sont élus Conseillers départementaux de l'Aisne avec 50,51 % des suffrages exprimés et un taux de participation de 56,64 % (4 033 voix pour 8 731 votants et 15 414 inscrits).

#### Élections de juin 2021
Le premier tour des élections départementales de 2021 est marqué par un très faible taux de participation (33,26 % au niveau national). Dans le canton de Bohain-en-Vermandois, ce taux de participation est de 38,42 % (5 902 votants sur 15 360 inscrits) contre 34,94 % au niveau départemental. À l'issue de ce premier tour, deux binômes sont en ballottage : Delphine Molet et Yann Rojo (DVG, 62,15 %) et Christelle Parant et Philippe Torre (RN, 37,85 %).
Le second tour des élections est marqué une nouvelle fois par une abstention massive équivalente au premier tour. Les taux de participation sont de 34,3 % au niveau national, 34,65 % dans le département et 39,92 % dans le canton de Bohain-en-Vermandois. Delphine Molet et Yann Rojo (DVG) sont élus avec 65,28 % des suffrages exprimés (3 739 voix pour 6 132 votants et 15 362 inscrits),.
Yann Rojo et Delphine Molet avaient reçu le soutien du Président du conseil départemental.

## Composition

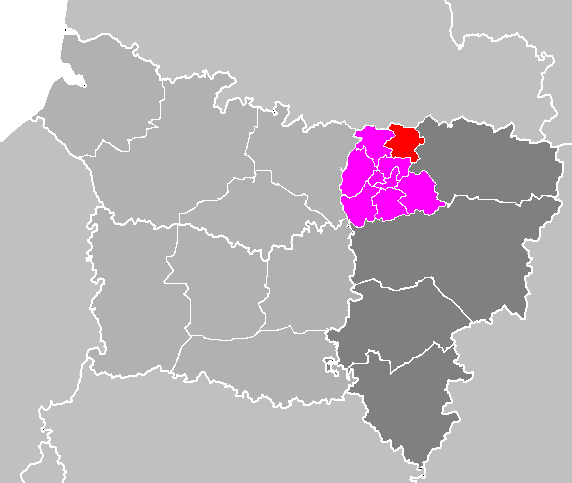
Situation du canton de Bohain-en-Vermandois dans le département de l'Aisne avant 2015.

### Composition avant 2015
Le canton de Bohain-en-Vermandois a regroupé 13 communes et a compté 14 287 habitants en 2012.
| Nom                              | Code Insee | Codepostal | Superficie (km2) | Population (dernière pop. légale) | Densité (hab./km2) |
| -------------------------------- | ---------- | ---------- | ---------------- | --------------------------------- | ------------------ |
| Bohain-en-Vermandois (chef-lieu) | 02095      | 02110      | 31,74            | 5 841 (2012)                      | 184                |
| Becquigny                        | 02061      | 02110      | 4,67             | 281 (2012)                        | 60                 |
| Brancourt-le-Grand               | 02112      | 02110      | 13,14            | 615 (2012)                        | 47                 |
| Croix-Fonsomme                   | 02240      | 02110      | 9,37             | 221 (2012)                        | 24                 |
| Étaves-et-Bocquiaux              | 02293      | 02110      | 13,68            | 583 (2012)                        | 43                 |
| Fontaine-Uterte                  | 02323      | 02110      | 5,77             | 127 (2012)                        | 22                 |
| Fresnoy-le-Grand                 | 02334      | 02230      | 15,07            | 3 049 (2012)                      | 202                |
| Montbrehain                      | 02500      | 02110      | 9,90             | 835 (2012)                        | 84                 |
| Montigny-en-Arrouaise            | 02511      | 02110      | 9,77             | 306 (2012)                        | 31                 |
| Prémont                          | 02618      | 02110      | 12,21            | 757 (2012)                        | 62                 |
| Ramicourt                        | 02635      | 02110      | 3,82             | 169 (2012)                        | 44                 |
| Seboncourt                       | 02703      | 02110      | 11,80            | 1 098 (2012)                      | 93                 |
| Serain                           | 02709      | 02110      | 6,65             | 405 (2012)                        | 61                 |

### Composition à partir de 2015
Le canton de Bohain-en-Vermandois regroupe 31 communes.
| Nom                                          | Code Insee | Intercommunalité         | Superficie (km2) | Population (dernière pop. légale) | Densité (hab./km2) | Modifier                                    |
| -------------------------------------------- | ---------- | ------------------------ | ---------------- | --------------------------------- | ------------------ | ------------------------------------------- |
| Bohain-en-Vermandois (bureau centralisateur) | 02095      | CC du Pays du Vermandois | 31,74            | 5 724 (2022)                      | 180                | modifier les données · modifier les données |
| Aubencheul-aux-Bois                          | 02030      | CC du Pays du Vermandois | 2,11             | 243 (2022)                        | 115                | modifier les données · modifier les données |
| Beaurevoir                                   | 02057      | CC du Pays du Vermandois | 21,73            | 1 324 (2022)                      | 61                 | modifier les données · modifier les données |
| Becquigny                                    | 02061      | CC du Pays du Vermandois | 4,67             | 263 (2022)                        | 56                 | modifier les données · modifier les données |
| Bellenglise                                  | 02063      | CC du Pays du Vermandois | 6,40             | 379 (2022)                        | 59                 | modifier les données · modifier les données |
| Bellicourt                                   | 02065      | CC du Pays du Vermandois | 9,77             | 561 (2022)                        | 57                 | modifier les données · modifier les données |
| Bony                                         | 02100      | CC du Pays du Vermandois | 7,98             | 139 (2022)                        | 17                 | modifier les données · modifier les données |
| Brancourt-le-Grand                           | 02112      | CC du Pays du Vermandois | 13,14            | 558 (2022)                        | 42                 | modifier les données · modifier les données |
| Le Catelet                                   | 02143      | CC du Pays du Vermandois | 0,41             | 185 (2022)                        | 451                | modifier les données · modifier les données |
| Croix-Fonsomme                               | 02240      | CC du Pays du Vermandois | 9,37             | 187 (2022)                        | 20                 | modifier les données · modifier les données |
| Estrées                                      | 02291      | CC du Pays du Vermandois | 7,04             | 408 (2022)                        | 58                 | modifier les données · modifier les données |
| Étaves-et-Bocquiaux                          | 02293      | CC du Pays du Vermandois | 13,68            | 546 (2022)                        | 40                 | modifier les données · modifier les données |
| Fontaine-Uterte                              | 02323      | CC du Pays du Vermandois | 5,77             | 135 (2022)                        | 23                 | modifier les données · modifier les données |
| Fresnoy-le-Grand                             | 02334      | CC du Pays du Vermandois | 15,07            | 2 915 (2022)                      | 193                | modifier les données · modifier les données |
| Gouy                                         | 02352      | CC du Pays du Vermandois | 17,60            | 570 (2022)                        | 32                 | modifier les données · modifier les données |
| Hargicourt                                   | 02370      | CC du Pays du Vermandois | 8,12             | 551 (2022)                        | 68                 | modifier les données · modifier les données |
| Joncourt                                     | 02392      | CC du Pays du Vermandois | 7,25             | 326 (2022)                        | 45                 | modifier les données · modifier les données |
| Lehaucourt                                   | 02374      | CC du Pays du Vermandois | 9,37             | 832 (2022)                        | 89                 | modifier les données · modifier les données |
| Lempire                                      | 02417      | CC du Pays du Vermandois | 2,62             | 129 (2022)                        | 49                 | modifier les données · modifier les données |
| Levergies                                    | 02426      | CC du Pays du Vermandois | 7,67             | 541 (2022)                        | 71                 | modifier les données · modifier les données |
| Magny-la-Fosse                               | 02451      | CC du Pays du Vermandois | 3,63             | 122 (2022)                        | 34                 | modifier les données · modifier les données |
| Montbrehain                                  | 02500      | CC du Pays du Vermandois | 9,90             | 813 (2022)                        | 82                 | modifier les données · modifier les données |
| Montigny-en-Arrouaise                        | 02511      | CC du Pays du Vermandois | 9,77             | 317 (2022)                        | 32                 | modifier les données · modifier les données |
| Nauroy                                       | 02539      | CC du Pays du Vermandois | 6,27             | 672 (2022)                        | 107                | modifier les données · modifier les données |
| Prémont                                      | 02618      | CC du Pays du Vermandois | 12,21            | 686 (2022)                        | 56                 | modifier les données · modifier les données |
| Ramicourt                                    | 02635      | CC du Pays du Vermandois | 3,82             | 147 (2022)                        | 38                 | modifier les données · modifier les données |
| Seboncourt                                   | 02703      | CC du Pays du Vermandois | 11,80            | 1 085 (2022)                      | 92                 | modifier les données · modifier les données |
| Sequehart                                    | 02708      | CC du Pays du Vermandois | 6,38             | 211 (2022)                        | 33                 | modifier les données · modifier les données |
| Serain                                       | 02709      | CC du Pays du Vermandois | 6,65             | 390 (2022)                        | 59                 | modifier les données · modifier les données |
| Vendhuile                                    | 02776      | CC du Pays du Vermandois | 10,96            | 574 (2022)                        | 52                 | modifier les données · modifier les données |
| Villeret                                     | 02808      | CC du Pays du Vermandois | 3,95             | 268 (2022)                        | 68                 | modifier les données · modifier les données |
| Canton de Bohain-en-Vermandois               | 0201       |                          | 286,86           | 21 801 (2022)                     | 76                 | modifier les données                        |

## Démographie

### Démographie avant le redécoupage de 2015
| 1962   | 1968   | 1975   | 1982   | 1990   | 1999   | 2006   | 2007   | 2008   |
| ------ | ------ | ------ | ------ | ------ | ------ | ------ | ------ | ------ |
| 16 275 | 16 596 | 17 058 | 16 519 | 15 888 | 15 342 | 14 559 | 14 463 | 14 392 |

| 2009   | 2010   | 2011   | 2012   | - | - | - | - | - |
| ------ | ------ | ------ | ------ | - | - | - | - | - |
| 14 336 | 14 380 | 14 366 | 14 287 | - | - | - | - | - |

### Démographie après le redécoupage de 2015
En 2022, le canton comptait 21 801 habitants, en évolution de −1,74 % par rapport à 2016 (Aisne : −1,97 %, France hors Mayotte : +2,11 %).
| 2013   | 2018   | 2022   |
| ------ | ------ | ------ |
| 22 672 | 22 066 | 21 801 |